# Agustín de Jesús Torres y Hernandez
Agustín de Jesús Torres y Hernandez CM (* 23. Juli 1818 in San Martín Alfajayucan, Hidalgo, Mexiko; † 29. September 1889 in Tulancingo) war ein mexikanischer Ordensgeistlicher und römisch-katholischer Bischof von Tulancingo.

## Leben
Agustín de Jesús Torres y Hernandez trat der Ordensgemeinschaft der Lazaristen bei und empfing am 11. Juni 1842 das Sakrament der Priesterweihe. Er studierte Katholische Theologie und Philosophie am Seminario Conciliar de México in Mexiko-Stadt.
Am 18. November 1881 ernannte ihn Papst Leo XIII. zum ersten Bischof von Tabasco. Der Erzbischof von Mexiko-Stadt, Pelagio Antonio de Labastida y Dávalos, spendete ihm am 19. Februar 1882 in der Kathedrale Señor de Tabasco in Villahermosa die Bischofsweihe. Am 30. Juli 1885 ernannte ihn Leo XIII. zum Bischof von Tulancingo.